# Triple bottom line

Schéma de fonctionnement de la triple bottom line.

La triple bottom line, ou en français triple performance, triple résultat, ou triple bilan, est la transposition de la notion de développement durable en entreprise, par l'évaluation de la performance de l’entreprise à l'aune des trois piliers du développement durable :
- social : conséquences sociales de l’activité de l’entreprise pour l’ensemble de ses parties prenantes (ou stakeholders en anglais) (people) ;
- environnemental : compatibilité entre l’activité de l’entreprise et le maintien des écosystèmes (planet) ;
- économique (profit).

La triple bottom line est ainsi également appelée « triple P », pour people, planet, profit (« personnes, planète, profit ». Le terme est une allusion à la bottom line (ou dernière ligne du compte de résultat), c'est-à-dire au résultat net.

## Histoire
L'expression a été proposée par John Elkington, cofondateur du premier cabinet de conseil en stratégie de développement durable britannique SustainAbility, en 1994. Elle a ensuite fait l'objet d'un livre du même auteur en 1998.
John Elkington a lui-même critiqué la triple bottom line et l'utilisation qui en a été faite par les entreprises dans un article en 2018. Il y explique ainsi : « La triple bottom line était censée engager une réflexion profonde sur le capitalisme et son avenir, mais de nombreux adhérents précoces à ce concept l'ont plutôt interprété comme un exercice d'équilibriste, dans un esprit de substituabilité [entre les différentes sortes de performance]. [...] La dispersion des méthodes [qui se revendiquent de la triple bottom line] peut fournir aux entreprises un alibi à l'inaction. Pire, nous avons notoirement échoué à évaluer ces méthodes, à les comparer sur la base de leur impact réel et de leur performance ». La Triple Bottom Line apparaît ainsi comme un système comptable qui permet de compenser des impacts environnementaux ou sociaux par une bonne performance économique (ce qui est appelé également « soutenabilité faible »).
De nouvelles approches comptables sont proposées dans une perspective de soutenabilité forte, notamment en France par la chaire Comptabilité Ecologique d'AgroParisTech et par le Cercle des comptables environnementaux et sociaux (CERCES).